# NA1
NA1 (auch FRAMM) war ein Experiment am Super Proton Synchrotron des CERN, das von 1975 bis 1992 durchgeführt wurde. Ziel des Experimentes war die Erforschung der durch Photonen induzierten Erzeugung von Skalar- und Vektorbosonen, sowie von Hadronen, die Charm-Quarks enthalten. Des Weiteren stand die Spektroskopie neuer massiver Teilchen in hadronischen Zerfallskanälen im Fokus. Sprecher der Kollaboration war Lorenzo Foa. Ein weiteres prominentes Mitglied der Kollaboration war der spätere Sprecher des CMS Experiments Guido Tonelli.

## Aufbau
Das Experiment bestand aus einer Probe aus Silizium und später Germanium mit einer Dicke von mehreren Zentimetern, auf die ein Photonenstrahl gelenkt wurde. Der Photonenstrahl resultierte aus Bremsstrahlung von Elektronen, aus der niederenergetische Photonen (<40 GeV) herausgefiltert wurden. Daran schloss sich ein Spektrometer an, dass einen Raumwinkel von 40 msr abdeckte und in vier starke Magneten eingebettet war. Zwischen den Magneten befanden sich Driftkammern und Photonendetektoren. Im Bereich der ersten beiden Magneten kamen hierzu noch Cherenkovzähler.